# فرديناندو كوبولا
فرديناندو كوبـُّولا (Ferdinando Coppola)، (نابولي، 10 يونيو 1978)، بدأ مسيرته الكروية مع نادي نابولي في عام 1995، وقد لعب له لمده خمسة مواسم، وفي عام 2000 انتقل إلى نادي بولونيا، وفي عام 2003 انتقل إلى نادي أسكولي، وأعير إلى ريجينا في عام 2004، ولعب لأسكولي منذ عام 2004 إلى 2006، وانتقل في صيف 2006 إلى نادي إيه سي ميلان وأعير إلى نادي بياتشنزا.

## روابط خارجية
- فرديناندو كوبولا على موقع قاعدة بيانات كرة القدم.إي يو (الإنجليزية)
- فرديناندو كوبولا على موقع Soccerway.com (الإنجليزية)
- فرديناندو كوبولا على موقع كووورة
- فرديناندو كوبولا على موقع AS.com (الإسبانية)